# Nokia N1
Il Nokia N1 è un tablet prodotto dall'azienda finlandese Nokia in collaborazione con Foxconn (marchio già noto per la collaborazione con Apple) dal 2015, dopo essere stato annunciato a novembre 2014.
Nokia N1 utilizza come sistema operativo una particolare versione di Android con il Nokia Z Launcher.

## Caratteristiche
A livello hardware ha:
- CPU Intel Atom Z3580 quad core 2,3 GHz 64 bit
- GPU PowerVR G6430
- Memoria da 32 GB non espandibile
- WiFi a, b, g, n, ac
- Bluetooth 4.0
- RAM 2 GB
- Fotocamera posteriore da 8 megapixel e anteriore da 5 megapixel
- Display 7,9 " 2048 x 1536 pixel
- Batteria 5600 mAh
- Porta USB Type C

Mancano NFC e GPS.
Il dispositivo, simile nel design agli iPad, viene considerato come il prodotto che ha il compito di salvaguardare il valore del marchio Nokia, dopo un periodo buio della nota azienda finlandese.

## Distribuzione e disponibilità
Il Nokia N1 è stato inizialmente lanciato in Cina nel gennaio 2015, riscuotendo un notevole successo grazie al suo design e alle specifiche competitive. Successivamente, il dispositivo è stato reso disponibile in altri mercati selezionati, tra cui Taiwan e alcuni paesi europei.

## Accoglienza
La critica ha generalmente apprezzato il Nokia N1 per la sua qualità costruttiva, il display ad alta risoluzione e le prestazioni fluide offerte dal processore Intel Atom. Tuttavia, alcune recensioni hanno evidenziato la mancanza di espansione della memoria e l'assenza di funzionalità come il GPS e l'NFC come possibili limitazioni per gli utenti più esigenti.

## Eredità
Il Nokia N1 rappresenta un tentativo significativo da parte di Nokia di rientrare nel mercato dei dispositivi mobili dopo la vendita della sua divisione Devices & Services a Microsoft. Questo tablet ha segnato una collaborazione con Foxconn per la produzione e ha introdotto il Nokia Z Launcher, mostrando l'impegno dell'azienda nell'offrire un'esperienza utente distintiva su piattaforma Android.